# Villa Matadi

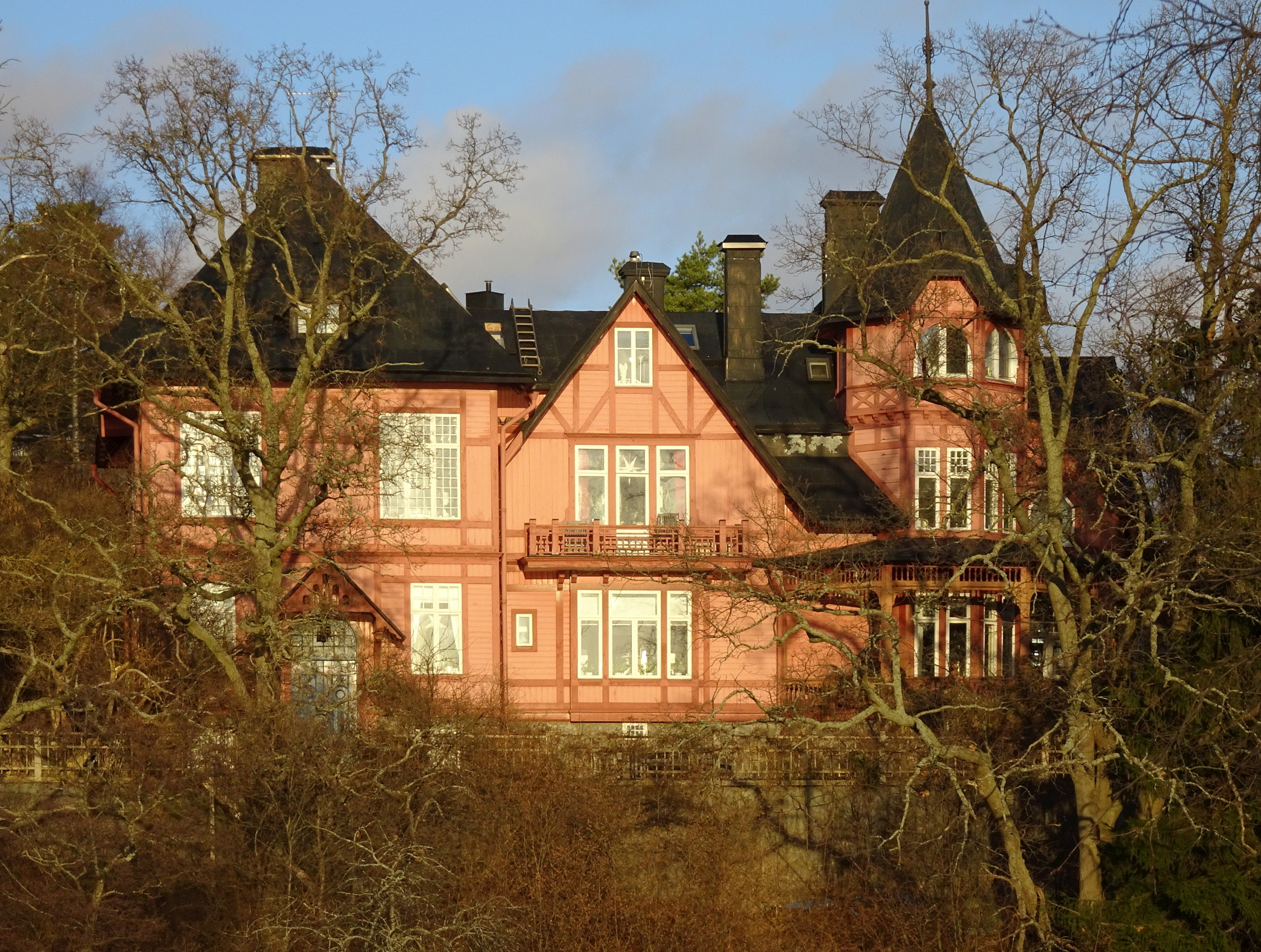
Villa Matadi i december 2015.

Villa Matadi är en tidigare sommarvilla vid nuvarande Nils Sjögrens väg (tidigare Stockholmsvägen 9) i Saltsjöbaden, Nacka kommun. Villan ritades 1891 av arkitekt Edward Ohlsson för K.A. Wallenberg och nyttjades sedan av chefen för Saltsjöbanans anläggningsarbeten. Byggnaden blev efter 1938 en mötesplats för nordiska konstnärer och författare när Nils Sjögren och Anna Sjögren förvärvade huset. Idag räknas Matadi till de äldsta bevarade villorna i Saltsjöbaden.

## Bakgrund
Arkitekt Edward Ohlsson ritade flera villor i den nybildade villa- och badorten Saltsjöbaden, bland annat Marcus Wallenbergs egen Villa Furubo vid Ringvägen och Villa Amalfi vid dagens Sjökullens väg. Malmska villan nära tennisbanorna vid dagens Saltsjöpromenaden och Villa Matadi vid Pålnäsviken beställdes av K. A. Wallenberg. Amalfi och Madati finns fortfarande bevarade medan Furubo och Malmska villan revs på 1960-talet.

## Villan och dess ägare

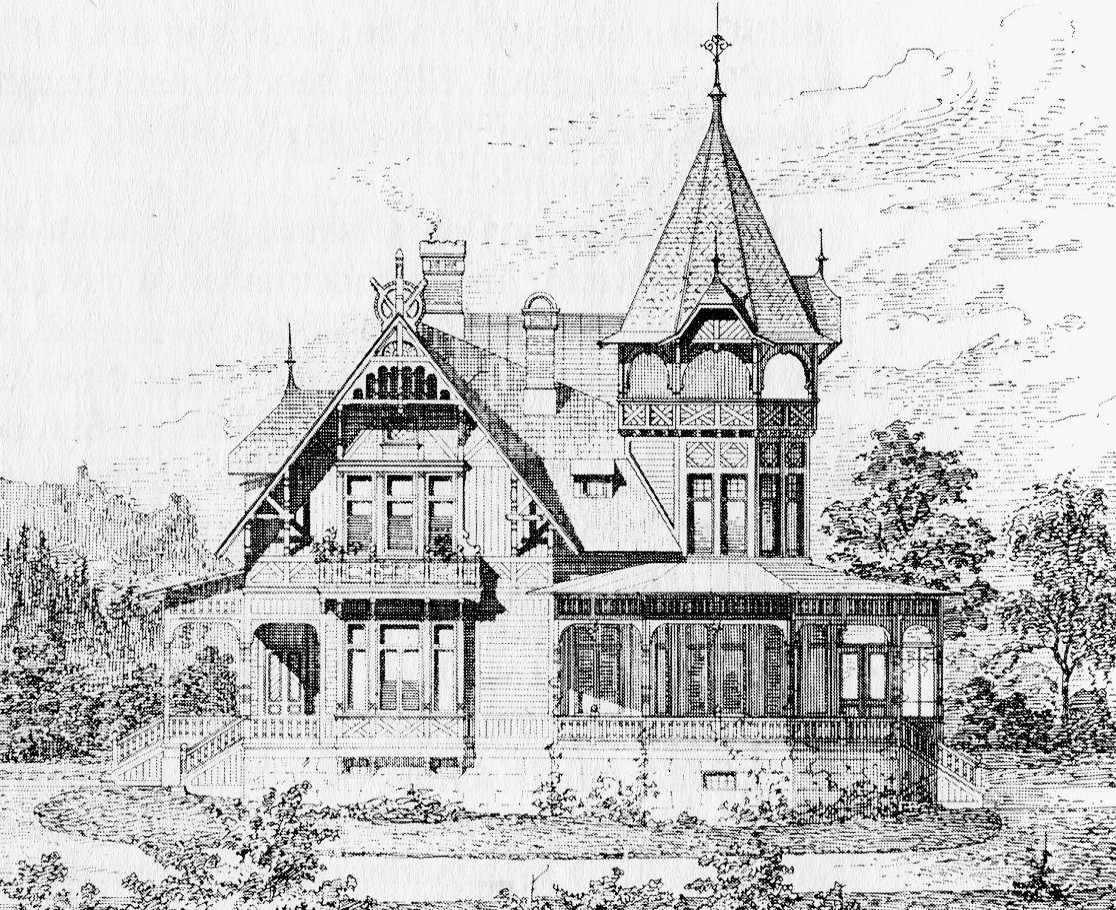
Illustration av Hjalmar Kumlien 1894 efter ritningar av Edward Ohlsson.

I boken Svenska herrgårdar och villor af svenska arkitekter samlade och utgivna af Hj. Kumlien från 1894 med illustrationer av Hjalmar Kumlien kallas byggnaden ”Villa vid Baggensfjerden” och beställdes av finansmannen K.A. Wallenberg, som var drivande kraft bakom projektet ”Saltsjöbaden”. Villan uppfördes efter ritningar av Edward Ohlsson längst in i Pålnäsviken, nära sundet till Neglingeviken och inte långt från Neglingedepån. 1891 flyttade Birger Stafsing med familj in i huset. Han var vattenbyggnadsingenjör och chef för Saltsjöbanans anläggningsarbeten. Villan blev familjens året runt bostad. Närheten till depån var förmodligen viktig.
Edward Ohlsson ritade ett panelat  trähus i två våningar i nationalromantisk stil med  mycket oregelbunden form och plan. Villan karakteriseras av burspråk, verandor, balkonger och gavelbyggen samt lekfulla detaljer och dekorativa utsmyckningar som var populära för sommarvillor på den tiden.  Ur en stor, halvrund veranda med vy över Påläsviken reser sig ett torn med tre våningar i sydöstra hörnet. Matadi har stora likheter med Malmska villan på Neglingehalvön som också ritades ungefär samtidigt av Ohlsson.
År 1905 förvärvades villan av sjökaptenen P.A. Möller som hade varit skeppare i Belgiska Kongo. Han döpte villan Matadi efter hamnstaden vid Kongofloden med samma namn. Redan samma år blev vice häradshövdingen Georg Otto Segerstråle (1860-1914) ny ägare. Han lät bygga ut huvudbyggnaden åt tre håll, bland annat tillkom en stor byggnadsvolym med två våningar i väster och villan fick sitt nuvarande utseende. 
År 1938 köptes Villa Matadi av skulptören Nils Sjögren och hans hustru Anna Sjögren. Familjen blev en av de centrala i ett livligt lokalt bildkonstliv och i Saltsjöbadens konstnärskoloni, för vilken paret Sjögrens Villa Matadi, liksom Isaac Grünewalds Grünewaldvillan, blev en viktig samlingspunkt. Under andra världskriget blev huset en mötesplats för nordiska konstnärer och författare. Efter Nils Sjögren död 1952 var villan i familjens ägo fram till 1980. Den köptes då av Håkan Kock och arkitekten Jesper Steen vilken lät genomföra invändiga renoveringar och ombyggnad till flerbostadshus.